# Handbuch Seefunk
Das Handbuch Seefunk war ein Dienstbehelf für deutsche Seefunkstellen.
Es enthielt und erläuterte die internationalen und nationalen Bestimmungen für den Seefunkdienst und die besonderen Funkdienste für die Seeschifffahrt. Die letzten Ausgaben (5. Auflage 1990, OCLC 784714911, 6. Auflage 1994) wurden gemeinsam mit der Deutschen Bundespost und dem Bundesministerium für Post und Fernmeldewesen herausgegeben.
Das Handbuch musste bei allen deutschen Seefunkstellen mitgeführt werden. Es war in 16 Kapitel aufgeteilt, die die verschiedenen Verfahren und Vorschriften nannten, sowie zahlreiche Anlagen mit Beispielen und Tabellen.
Zusammengefasst enthielt es Angaben über
- Ausrüstungspflichten, Seefunkzeugnisse und Kennzeichnung der Funkstellen
- Funkarten wie Telegrafie, Sprechfunk und Funkfernschreiben
- Verteilung und Benutzung von Sendefrequenzen und Sendekanälen
- Betriebsverfahren im Verkehr mit Küstenfunkstellen oder anderen Seefunkstellen über Mittel-, Grenz-, Kurzwelle und UKW sowie über Satelliten
- Telegrammverkehr und Abrechnung, die Rechnungseinheit Goldfranken
- Hörbereitschaft, Hörwachen
- Maßnahmen in Notfällen, Abwicklung von Not-, Dringlichkeits- und Sicherheitssendungen

Mit der Einführung des weltweiten Seenot- und Sicherheitsfunksystems GMDSS (Global Maritime Distress and Safety System) ist das Handbuch nicht mehr relevant und muss auch nicht mehr als Dienstbehelf auf deutschen nach SOLAS ausrüstungspflichtigen Schiffen vorhanden sein. Im Rahmen des GMDSS muss stattdessen das von der ITU herausgegebene englischsprachige Maritime Manual (Manual for Use by the Maritime Mobile and Maritime Mobile Satellite Services) neben anderen Dienstbehelfen auf diesen Schiffen an Bord mitgeführt werden.